# Stefan Leko

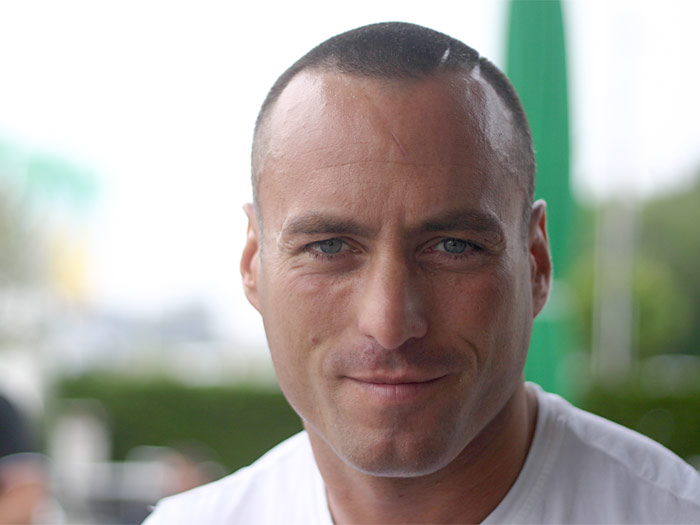
Stefan Leko

Stefan Leko (Mostar, 3 juni 1974) is een Kroatisch-Duits vechtsporter. Hij is een voormalig wereldkampioen in zowel het kickboksen als in muay thai en komt uit in het K-1. Leko behoort sinds 2005 tot het Nederlandse Team Golden Glory en traint in Breda onder Cor Hemmers. Hij bestiert zelf een sportschool in Duisburg.

## Titels
- Winnaar K-1 World Grand Prix in Las Vegas II 2006
- Wereldkampioen WKN Thaiboxing World (-96,6 kg) 2005
- Winnaar K-1 World Grand Prix in Las Vegas 2001
- Wereldkampioen IKBO Muaythai 2000
- Winnaar K-1 Dreams 1999
- Winnaar K-1 Fight Night 4 1998
- Wereldkampioen WMTA Muaythai 1997
- Kampioen IKBF Kickboxing 1997
- Wereldkampioen IKBF Full Contact 1996